# Lunca Vișagului, Cluj
Lunca Vișagului (în maghiară Lunkatanya) este un sat în comuna Poieni din județul Cluj, Transilvania, România.